# Coscollola
Coscollola és una masia situada al municipi de Lladurs, a la comarca catalana del Solsonès.
El cognom "Coscollola", aquí a Catalunya, té les seves arrels familiars majoritàries, en la població d'Oliana (Lleida). Potser els errors ortogràfics, les diverses formes de pronunciació, així com el transcurs del temps, han fet que el cognom "Coscollola" hagi derivat en altres similars com "Cuscullola", "Coscolla" o "Cosculluela".
Etimològicament, sembla que "Coscollola" vingui de la paraula "coscoll" (arbust resistent propi de la Mediterrània).